# К-122
К-122 — советская атомная подводная лодка проекта 659, построенная в 1960—1962 годах. Входила в состав Тихоокеанского флота. В 1964—1969 годах году переоборудована по проекту 659Т, исключена из состава флота в 1985 году.

## История строительства
16 ноября 1960 года на заводе № 199 в Комсомольске-на-Амуре произошла закладка атомной подводной лодки с заводским номером 143. Формирование экипажа велось на базе 10-й дивизии (будущей 15-й эскадры) подводных лодок, в сентябре 1960 года экипаж без офицерского состава был отправлен в Москву в распоряжение Первого центрального флотского экипажа. 21 января 1961 года К-122 была зачислена в списки кораблей Военно-морского флота, 17 сентября 1961 года лодка была выведена из строительного дока и спущена на воду. До 12 апреля 1962 года К-122 проходила заводские швартовные испытания, с ноября 1961 года зачислена в состав 26-й дивизии подводных лодок. 15 апреля 1962 года были завершены заводские ходовые испытания, 6 июля 1962 года, после завершения государственных испытаний, был подписан приёмный акт, и К-122 под командованием В. В. Смирнова вступила в строй.

## История службы

Силуэт АПЛ проекта 659Т

Первый год службы К-122 входила в состав 26-й ДиПЛ, базировалась на бухту Павловского (Тихоокеанский), в августе 1963 года она была передана 45-й ДиПЛ и перебазировалась на Камчатку, во время перехода на борту находился 331-й экипаж АПЛ проекта 659, а штатный экипаж прибыл в базу двумя днями ранее лодки на теплоходе. 30 августа 1963 года во время учебного выхода в море из-за ошибки оператора реакторной установки произошло поступление воды в реакторный отсек, во время последовавшей борьбы за живучесть развитие аварии удалось предотвратить, лодка всплыла и своим ходом вернулась на базу.
К декабрю 1963 года на К-122 вышли из строя пять парогенераторов (из восьми) на одном реакторе, и четыре — на другом реакторе. 25-30 декабря лодка своим ходом с большими проблемами в навигационном оборудовании и с течью первого контура реакторов через выведенные из работы парогенераторы перешла из Вилючинска в бухту Павловского, после чего первой из лодок своего проекта встала на ремонт с переоборудованием по проекту 659Т.
С января 1964 по ноябрь 1968 года прошла ремонт с переоборудованием на ДВЗ «Звезда». В июне 1968 года имела течь в первом контуре через парогенератор № 7 реактора правого борта. После завершения испытаний возвращена в строй, передана 26-й ДиПЛ.
В 1970 году К-122 участвовала в учениях «Океан-70», в том же году выполнила боевую службу (38 суток). В 1972—1974 годах экипаж занимался сдачей учебных задач. В 1975 году лодка выполнила боевую службу (120 суток), в 1976—1977 годах прошла ремонт, в 1977—1978 годах дважды выполняла задачи боевой службы. В 1979—1980 годах находилась на ремонте.
20 августа 1980 года на находящейся на боевой службе К-122 произошёл пожар в 7-м отсеке, погибло 14 человек, интенсивность горения была такая, что корпус лодки в районе пожара раскалился до малинового цвета. Всплывшая лодка передала сообщение об аварии в штаб через британское транспортное судно Harry. Через девять часов к лодке подошло на помощь учебное судно «Бородино», а через трое суток прибыла плавбаза со специалистами дивизии и завода. К-122 на буксире была доставлена на базу. Первоначально в аварии обвинили экипаж, по результатам расследования причиной аварии стало неудовлетворительное состояние силовых кабельных трасс.
В апреле 1981 года был завершён ремонт аварийного 7-го отсека, состояние корабля в целом было сочтено неудовлетворительным. В 1983 году К-122 передана 28-й дивизии (Советская Гавань), а в 1985 году лодку окончательно списали. До 1994 года К-122 находилась в отстое.
Всего за годы службы К-122 прошла 70 497 миль. В 1994—1995 годах утилизирована на ДВЗ «Звезда».
Трёхотсечный реакторный блок хранился на плаву в бухте Разбойник, впоследствии разделан до одноотсечного блока и установлен на суше в пункте долговременного хранения реакторных отсеков «Устричный».

## Командиры
- 1961—1965: В. В. Смирнов;
- 1965—1967: В. П. Вьюхов;
- 1967—1970: В. Ф. Копьев;
- 1970—1974: Б. М. Мальков;
- 1974—1979: А. Н. Гурьев;
- 1979—1980: В. А. Четвертных;
- 1980—1985: Г. М. Сизов;
- 1985—1993: Г. А. Гарусов.